# Rhagoduna deserticola
Espèce
Rhagoduna deserticola est une espèce de solifuges de la famille des Rhagodidae.

## Distribution
Cette espèce est endémique de Syrie. Elle se rencontre vers Alep.

## Description
Le mâle holotype mesure 30 mm.

## Publication originale
- Roewer, 1941 : Solifugen 1934-1940. Veröffentlichungen aus dem Deutschen Kolonial und Uebersee-Museum in Bremen, vol. 3, no 2, p. 97-192 (texte intégral).